# Matej Venier
Matej Venier, slovenski violinist, urednik in prevajalec, * 1958, Ljubljana.
Svojo poklicno kariero je začel kot violinist v Simfoničnem orkestru RTV Slovenija, nato pa je bil desetletje vodja glasbene produkcije RTV Slovenija. Leta 2003 je na Fakulteti za družbene vede v Ljubljani magistriral na temo »Evalvacija koncertov simfoničnega orkestra in analiza komunikacijskih tokov v koncertni dvorani«. Je tudi urednik in avtor knjige Simfonični orkester RTV Slovenija - 50 let, širši javnosti pa je bolj poznan kot prevajalec knjig Orlanda Figesa Natašin ples - kulturna zgodovina Rusije, Šepetalci - zasebno življenje v Stalinovi Rusiji in Vatikan, d. d. - resnica o finančnih in političnih škandalih cerkve Gianluigija Nuzzija.